# Kappa Bootis
κ Bootis (Kappa Bootis, Aussprache: "Bo-otes") ist ein schon in kleinen Fernrohren trennbarer Doppelstern (Winkelabstand 13,4") bestehend aus einem Stern der Spektralklasse A8 IV mit einer scheinbaren Helligkeit von 4,54 mag und einem etwas schwächeren der Spektralklasse F1 V und der Helligkeit 6,58 mag. Die Entfernung von κ Bootis beträgt ca. 155 Lichtjahre.
Der Stern trägt den historischen Eigennamen Asellus Tertius. Zusammen mit den engen Nachbarsternen θ und ι Bootis (Asellus Primus und Asellus Secundus) befindet sich κ Bootis am Nordrand des Sternbildes, nahe der Deichsel des Großen Wagens.